# El vampiro de la colonia Roma
El vampiro de la colonia Roma es una novela del escritor mexicano Luis Zapata Quiroz. Considerada por algunos críticos como la obra clásica dentro de la literatura homosexual en México. Su publicación supuso un cambio de rumbo respecto al desprecio o silenciamiento de lo homosexual en lo literario. A partir de El vampiro de la colonia Roma otros autores abordaron sin reparos asuntos homosexuales. La obra se publicó en 1979, tras obtener el Premio Juan Grijalbo de novela.

## Sinopsis
Adonis García es el sobrenombre por el que se conoce a un homosexual que se dedica a la prostitución en la Ciudad de México. Narra su vida en una entrevista ficticia con un escritor que captura el enorme monólogo en cintas magnéticas, desde sus primeros recuerdos, hasta los 25 años que terminan las grabaciones.

## Género y repercusión
Es una novela picaresca con temática erótica escrita en forma de monólogo, a partir de grabaciones en cintas magnéticas que Luis Zapata obtuvo de una entrevista a Osiris Pérez. Según León Guillermo Gutiérrez, arrojó

sobre la doble moral de la sociedad mexicana la visibilidad de lo que se esmeraba por ocultar en el rincón del clóset: la práctica cotidiana de la homosexualidad en todas las esferas sociales. Zapata no se conforma con sacarla del armario, la lleva y la pasea a pie, en auto, en autobús o motocicleta por calles, avenidas, parques, restaurantes y cines de la gran ciudad y otras latitudes de la geografía del país.

Su publicación suscitó un escándalo nacional e incluso internacional por su contenido homosexual. El escándalo en México, según José Joaquín Blanco, respondió “a la mochería que prevalecía en el gobierno, en la prensa, en algunas empresas, en la academia, y por fortuna no encontró eco”. Algunos prestigiosos escritores atacaron el libro sin haberlo leído, como Juan Rulfo o Sergio Magaña y se llegó incluso a recomendar vender el libro en bolsas de plástico para evitar que la gente hojeara lo que era considerado un texto “pornográfico”. Hoy El vampiro de la colonia Roma es considerada una obra clásica en la literatura gay mexicana y latinoamericana.

## Conmemoraciones por el tercer decenio de su publicación
En 2009, con motivo de haberse cumplido 30 años desde que se publicó por primera vez, se realizaron varios festejos conmemorativos en la Ciudad de México: en la XXX Feria Internacional del Libro del Palacio de Minería, en la Facultad de Filosofía y Letras (FFyL) de la Universidad Nacional Autónoma de México (UNAM), y en el Palacio de Bellas Artes.

## Traducciones
En Estados Unidos se editó en 1981 bajo el título Adonis García, A Picaresque Novel (tr. Adonis García, una novela picaresca) y tuvo críticas favorables debido a que –según señaló el propio autor, Luis Zapata,– no existían los mismos prejuicios ni la tradición machista que había en México. En el Reino Unido, sin embargo, la obra fue confiscada por las autoridades por “indecente, pornográfica y obscena”.